# Catherine Cheatley
Catherine Cheatley, née Sell le 6 avril 1983 à Wanganui, est une coureuse cycliste néo-zélandaise. Elle a notamment été médaillée de bronze de la course aux points aux championnats du monde de 2007 à Palma de Majorque.

## Palmarès sur route
- 2003
  - 3e du championnat de Nouvelle-Zélande sur route
- 2004
  -  Championne de Nouvelle-Zélande sur route
- 2005
  - Tour de Nouvelle-Zélande féminin
- 2006
  -  Championne de Nouvelle-Zélande sur route
- 2007
  - 1re étape du Nature Valley Grand Prix
- 2008
  - CSC Invitational
  - Fitchburg Longsjo Classic
    - Classement général
    - 2e étape

  - 2e de la Joe Martin Stage Race
  - 3e du championnat de Nouvelle-Zélande du critérium
- 2009
  - 3e étape du Tour de Vineyards
  - 3e de la San Dimas Stage Race
  - 6e de la Coupe du monde cycliste féminine de Montréal
  - 10e du championnat du monde sur route
- 2010
  - USA Cycling National Racing Calendar
  - Tour de Toona
  - 1re étape de la Cascade Classic
  - 2e de la Cascade Classic
- 2011
  -  Championne de Nouvelle-Zélande sur route
  - 2e du Tour de Nouvelle-Zélande

## Palmarès sur piste

### Jeux olympiques
- Pékin 2008
  - 17e de la course aux points

### Championnats du monde
- Palma de Majorque 2007
  -  Médaillée de bronze de la course aux points

### Coupe du monde
- 2004-2005
  - 2e du scratch à Sydney
  - 5e du clasemnent général du scratch

### Championnats d'Océanie
- 2004
  -  Médaille d'or aux championnats d'Océanie de la course aux points
- 2005
  -  Médaille d'or aux championnats d'Océanie du scratch
  -  Médaille d'argent aux championnats d'Océanie de la course aux points

### Championnats nationaux
- Championne de Nouvelle-Zélande du scratch en 2003
- Championne de Nouvelle-Zélande de poursuite en 2007